# Xylobium elongatum
Xylobium elongatum là một loài thực vật có hoa trong họ Lan. Loài này được (Lindl. & Paxton) Hemsl. miêu tả khoa học đầu tiên năm 1884.